# نادژدا اسکاردینو
نادژدا اسکاردینو ((به بلاروسی: Надзея Валер'еўна Скардзіна)؛ زادهٔ ۲۷ مارس ۱۹۸۵) ورزشکار دوگانه اهل بلاروس است.
وی در مسابقات کشوری و بین‌المللی در مجموع برندهٔ ۲ مدال طلا، ۳ مدال برنز شده‌است.